# Sociaal isolement

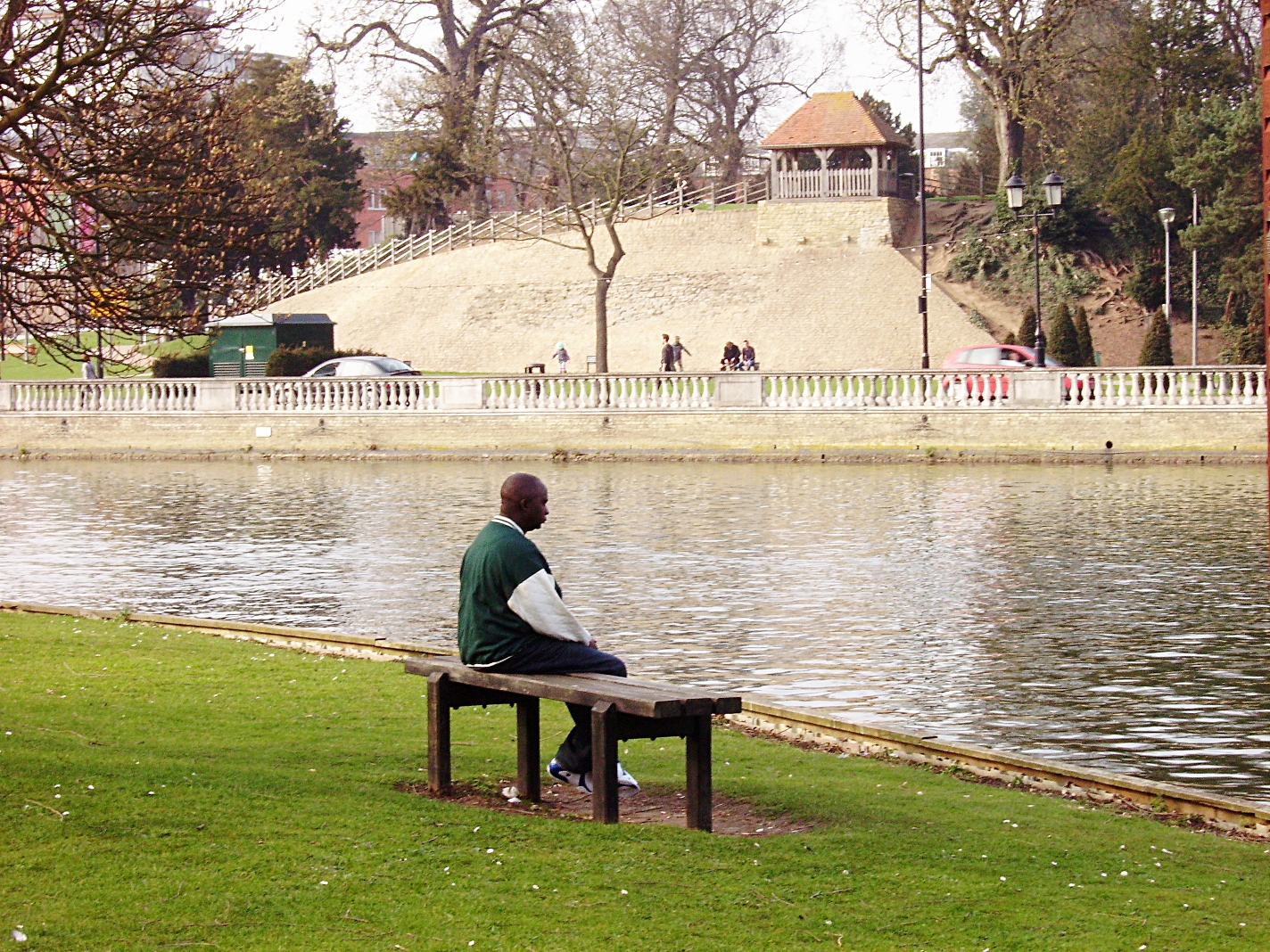
Sociaal isolement

Sociaal isolement is een situatie waarin een persoon of een kleine groep personen afgezonderd leeft van anderen. Het isolement kan zowel van de persoon zelf uitgegaan zijn als door de omgeving zijn opgelegd.

## Oorzaken
Het sociaal isolement kan verschillende en ver uiteenlopende oorzaken hebben.

### Individueel
Een persoon kan in een sociaal isolement geraken door:
- Een ziekte (bijvoorbeeld dementie of reuma) waardoor hij of zij afhankelijk kan worden van mantelzorg of professionele zorg. Zodra het ziektebeeld verergert, kan dat tot gevolg hebben dat deze persoon niet meer in staat is om zelfstandig of met behulp van zorg sociale contacten te onderhouden.
- Het isolement kan ook veroorzaakt worden door het wegvallen van vervoer (zoals het openbaar vervoer), drugs- of alcoholgebruik, een ernstige gebeurtenis (zoals het overlijden van een naaste), een verhuizing (bijvoorbeeld bij emigranten) of een psychische stoornis.
- Bij kinderen is een veel voorkomende oorzaak pesten. Een gepest kind zal zich isoleren opdat het niet gepest kan worden. Ook volwassenen kunnen worden gepest waardoor ze zich isoleren, bijvoorbeeld bij mobbing of buurtpesten.
- Personen die gestalkt worden, isoleren zich om zich tegen benadering door de stalker te beschermen. Doordat (openbare) sociale activiteiten vermeden worden, kan dit tot een sociaal isolement leiden.
- Sommige mensen isoleren zich uit angst voor afwijzing. In veel gevallen wordt dit maar weinig begrepen door de omgeving.
- Verschil in taal ten opzichte van de personen in de streek of groep.
- (Langdurige) werkloosheid.
- Een sociaal stigma, bijvoorbeeld veroordeeld zijn voor een strafrechtelijk delict of ernstig gezichtsverlies.
- Ruzie.
- Echt of vermeend onbegrip vanuit de sociale omgeving.
- Posttraumatische stressstoornis (PTSS)
- Plots- en laatdoofheid, waardoor de persoon niet kan communiceren zonder benodigde hulpmiddelen.
- Echtscheiding.

### Groepen
- Als een dorp erg afgelegen ligt, wordt gezegd dat het dorp erg geïsoleerd is. Idem voor een afgelegen woning.
- Etnische enclaves zijn vaak geïsoleerd van het omliggende gebied door de culturele verschillen.
- Ook de ligging van een nationale grens kan een gebied isoleren, zoals Zeeuws-Vlaanderen of de Cooch Beharenclaves.
- Sommige religieuze bewegingen (zoals amish, Jehovah's Getuigen, Noorse Broeders of het salafisme) ontmoedigen contact met de niet-religieuze buitenwereld, of schrijven een dusdanig andere levensstijl voor, dat leden ten opzichte van anderen in een sociaal isolement raken.